# Jacobo Ficher
Jacobo Ficher (født 15. januar 1896 i Odessa Ukraine Rusland – død 8. september 1978 Buenos Aires Argentina) var en russiskfødt argentinsk komponist, dirigent, violinist og lærer.
Ficher studerede violin som dreng i Odessa, og kom til Sankt Petersborg i 1912, hvor han studerede komposition hos bl.a. Maximilian Steinberg og Nikolai Tcherepnin.
Han slog sig efter endt uddannelse i 1917, ned i Buernos Aires i 1923 , hvor han blev professor i komposition ved Escuela Superior de Musica og ligeledes dirigent for symfoniorkesteret Sinfonica ADEMA.
Ficher har skrevet 10 symfonier, 3 klaverkoncerter, fløjtekoncert, orkesterværker, kammermusik, 2 kammeroperaer og 4 strygerkvartetter, og koralmusik.

## Udvalgte værker
- Symfoni nr. 1 (Kammersymfoni) (1932) - for orkester
- Symfoni nr. 2 (1933) - for orkester
- Symfoni nr. 3 (1938-1940) - for orkester
- Symfoni nr. 4 (1946) - for orkester
- Symfoni nr. 5 ""Så sagde Esajas" (1947) - for orkester
- Symfoni nr. 6 (1956) - for orkester
- Symfoni nr. 7 "Kan episk" (1958-1959) - for orkester
- Symfoni nr. 8 (1965) - for orkester
- Symfoni nr. 9 (1973) - for orkester
- Symfoni nr. 10 (1976-1977) - for 2 solostemmer, kor og orkester
- 3 Klaverkoncerter (1945, 1954, 1964) - for klaver og orkester
- 2 Kammeroperaer , ( nr. 1 "Bjørnen"1952) ( nr. 2 "Håndbestilling" (1955-1956)
- 4 strygerkvartetter (1927 rev. 1947, 1936, 1943, 1952)
- Fløjtekoncert (1968) - for fløjte og kammerorkester